# Chameleon Twist 2
Chameleon Twist 2 es un juego de plataformas de corte clásico realizado para Nintendo 64 lanzado en 1998, secuela de Chameleon Twist lanzado por la misma compañía, Sunsoft, y para la misma consola. De nuevo, nuestro amigo el conejo, mientras estamos jugando con el resto de nuestros amigos camaleones nos traslada de nuevo a un mundo increíble donde adoptaremos de nuevo una forma humana.

## Sistema de juego
El sistema de juego es el mismo que el de su predecesor, Chameleon Twist. Se sigue jugando en un mundo 3D sobre un camino prefijado aunque permitiendo cierta exploración gracias al mayor tamaño de los escenarios, gracias al cual se puede esconder entre el escenario los ítems.

## Cambios respecto a su predecesor
Gran trabajo realizado por el equipo que mejora en varios aspectos a la versión anterior:
- Gran mejora visual con texturas mejor definidas y alegres con un mejor diseño del protagonista dejando atrás la poco definida forma del camaleón.
- Se añade un nuevo movimiento que consiste en utilizar un paraguas para planear en el aire dándole situaciones más variopintas y divertidas.
- Más cantidad de ítems.
- Más variedad de enemigos con una inteligencia más cuidada. Ahora los enemigos nos atacarán e insistirán más dejando atrás la poca cuidada inteligencia (los enemigos apenas atacaban y se dejaban atrapar fácilmente).
- La cámara ha mejorado pero sigue siendo estática y no permite rotarla.
- Más minijuegos que le dan más variedad como uno de bolos o hockey sobre hielo.
- Al conseguir terminar el juego por completo se puede cambiar el vestuario de cada personaje.

## Ítems
La cantidad de ítems ha aumentado respecto al anterior juego. En este juego podemos recolectar:
- Monedas. Hay veinte en cada mundo y supondrán un reto para el jugador recolectarlas todas.
- Zanahorias. Hay una en cada mundo y la utilizaremos para desbloquear minijuegos.
- Estrella dorada. Nos da un ítem según la imagen que aparece en un casillero en pantalla que puede ser:
  - X2. Durante un breve momento dispararemos el doble de lo que se absorbe.
  - X3. Durante un breve momento dispararemos el triple de lo que se absorbe.
  - Short. Tu lengua se hace más corta.
  - BIG. Tu cabeza se hace más grande.
  - DOWN. Disminuye tu velocidad.
  - UP. Aumenta tu velocidad.
  - ESTRELLA. Invencibilidad.
  - X. No nos da nada.
- Corazón dorado. Nos da un ítem que puede ser:
  - Un corazón de vida más.
  - Tres corazones de vida más.
  - Rellenar toda la vida.

## Los personajes
De nuevo vuelven a ser los mismos personajes junto al conejo, que son:
- Davy, que es el camaleón protagonista de la aventura y es de color verde.
- Jack, es el camaleón de color azul.
- Fred, es el camaleón de color amarillo.
- Linda, es la única camaleón hembra del juego y es de color rosa.

## Modos de juego
Esta vez consta de sólo dos modos de juego.

## Modo Historia
Es el modo principal del juego. Consta, de nuevo, de sólo 6 fases que, al contrario que su predecesor, para llegar a la última fase tendremos que pasar por todos las fases. Las fases o mundos son:
1. Sky Island. Es el mundo inicial de juego donde comenzaremos toda la aventura y aprenderemos a utilizar, de nuevo, los movimientos del protagonista.
2. Carnival Land. El mundo sucede en un circo de atracciones donde tendremos que sortear las norias y raíles de trenes convertidas en plataformas improvisadas. Los enemigos están formado por hamburguesas, patatas fritas y palomitas entre otras cosas.
3. Ice Land. Tendremos que enfrentarnos contra el frío y el aire y no morir congelados en el intento en el agua helada. El clima es el peor enemigo donde la física, en el desplazamiento por el hielo y en el movimiento del aire, están muy bien conseguidos. Además, podremos disfrutar de un minijuego de Hockey sobre hielo donde nosotros haremos de pelota.
4. Great Edo Land. Nos encontramos en el Japón feudal con guerreros y arqueros atacándonos. Nos desplazaremos a través de las típicas casas japonesas.
5. Toy Land. Es el mundo dedicado a los juguetes donde nos enfrentaremos, entre otras cosas, a robots y piezas de ajedrez mientras atravesamos las plataformas rotátiles de dados o las plataformas construidas con cartas que se caerán a nuestro paso.
6. Pyramid Land. Tendremos que recorrer hasta el final una pirámide utilizando todas nuestras habilidades hasta el extremo. Después, tendremos que adentrarnos en el interior y pasar las difíciles plataformas de esta mundo.

El tamaño de los mundos es mayor respecto a su antecesor pero no lo suficiente para que el juego no se haga corto.

## Tutorial
En este modo podremos practicar nuestras técnicas en tres escenarios de entrenamiento.
- Primer escenario. Aprenderemos a utilizar nuestra lengua para sujetarnos a las paredes para poder llegar más lejos.
- Segundo escenario. Aprenderemos a desplazarnos a través de los palos de madera para llegar al final sin tocar el suelo con nuestra habilidad de rotar.
- Tercer escenario. Aprenderemos a utilizar la lengua como pértiga y a utilizar el nuevo movimiento para planear por el aire.

Desde el menú principal solamente se puede acceder a los tres primeros escenarios, pero podremos acceder a tres escenarios más desde los últimos tres mundo (nada más empezar el mundo habla con el conejo) que son:
- Cuarto escenario. Tendremos que subir hasta los más alto del escenario apoyándonos en la pared con la ayuda de la lengua.
- Quinto escenario. El objetivo es llegar a la plataforma final sólo accesible desde las plataformas que aparecen y desparecen.
- El sexto y último entrenamiento nos propone una difícil prueba. Tendremos que llegar arriba del todo a través de los palos de madera que se van desplazando.

## Jefes finales
Como en su predecesor, consta de jefes finales al final de cada mundo los cuales tendremos que vencer.
Como novedad, cuenta con una barra que muestra la vitalidad del enemigo.
- Sky Island. El enemigo final es un champiñón de gran tamaño con maracas al cual nos enfrentaremos en un ring mientras nos lanza champiñones en un espacio tan reducido. Para vencerlo, tendremos que utilizar los champiñones, que rebotan en el escenario, como proyectiles.
- Carnival Land. En este mundo, el enemigo final no es ni más ni menos que una hamburguesa gigante la cual nos irá lanzando sus ingredientes. Para vencerlo tendremos que lanzarle las hamburguesas que hay alrededor.
- Ice Land. Nuestro enemigo esta vez es una foca con ruedas la cual embestirá sobre nosotros en el reducido terreno congelado. Para vencerlo, tendremos que lanzarle como proyectil los muñecos de nieve que caerán del cielo.
- Great Edo Land. Tendremos que enfrentarnos a una rana gigante en un terreno lleno de agua donde sólo podremos pisar en cuatro baldosas. Tendremos que evitar los saltos encima nuestro y los ataques con su larga lengua. Para vencerlo, tendremos que utilizar los 4 fuegos que hay al alrededor.
- Toy Land. Nos enfrentaremos contra un robot enorme en un estrecho camino circular mientras nos ataca con sus manos o con sus cañones. Para vencerlo, tendremos que utilizar los robots que lanza desde su pecho.
- Pyramid Land. En un escenario cuadrado, nos enfrentaremos a una esfinge que nos atacará con tres tipos de ataques de fuego desde 3 esquinas diferentes. Para vencerlo, tendremos que utilizar el propio fuego que nos lanza para vencerle.

## Créditos
El equipo encargado del trabajo fue Japan Supply System (Sunsoft) y los puestos de desarrollo fueron los siguientes:
- Productor ejecutivo (Executive Producer): Katsumi Kawamura.
- Productor (Producer): Taeko Nagata.
- Director (Director): Hiroyuki Morioka.
- Diseñador del juego (Original Game Design): Hideyuki Nakanishi.
- Programador Jefe (Main Program): Takashi Sugioka.
- Programadores (Program): Yasunobu Matsumura, Tetsuo Ohta, Masaaki Kimura, Hideyuki Nakanishi, Atsusi Itoh y Eiji Ikeda.
- Encargado de los diseños (Design Works): Hideki Shibagaki
- Sonido (Sound): Koichi Fujiwara.
- Desañadores de las CG (CG Design): Takashi Makino, Takako Nishitake, Hiroyuki Morioka y Miho Matsuo.
- Diseñador de las fases (Stage Design): Takashi Makino, Takako Nishitake, Hideki Shibagaki y Miho Matsuo.
- Testeadores (Debegging Team): Takashi Sano, Makoto Shibata, Michio Yamagiwa, Takao Nagata, Yukimasa Oka y Yugo Yurimitu
- Información Público (Public Informaticon): Yukako Okada.
- Nuestra más sincero gratitud (Special Thanks to):Super Mario Club.